# Moitessieria
Moitessieria é um género de gastrópode  da família Hydrobiidae.
Este género contém as seguintes espécies:
- Moitessieria corsica
- Moitessieria juvenisanguis
- Moitessieria lineolata
- Moitessieria locardi
- Moitessieria rayi
- Moitessieria rolandiana
- Moitessieria simoniana